# 国鉄タキ100形貨車
国鉄タキ100形貨車（こくてつタキ100がたかしゃ）は、かつて鉄道省及び1949年（昭和24年）6月1日以降は日本国有鉄道（国鉄）に在籍した私有貨車（タンク車）である。
本形式より改造され別形式となったタサ1900形についても本項目で解説する。

## タキ100形
タキ100形は、石油類専用の30t 積タンク車として1929年（昭和4年）5月1日から1950年（昭和25年）2月27日にかけて30両（タキ100 - タキ129）が日本車輌製造、浅野造船所、新潟鐵工所、汽車製造の4社にて製作された。この内7両（タキ102、タキ100 - タキ101、タキ115 - タキ116、タキ118、タキ120→タサ1900 - タサ1902、タサ1906 - タサ1909）が1930年（昭和5年）12月2日から1935年（昭和10年）5月15日にかけて専用種別変更（石油類→揮発油（ガソリン））が行われ、形式は新形式であるタサ1900形（後述）とされた。
落成時の所有者はライジングサン石油、新津石油、昭和石油の3社である。
車体色は黒色、寸法関係は全長は12,070mm、全幅は2,600mm、全高は3,800mm、
台車中心間距離は7,970mm、実容積は38.2m3、自重は20.4t - 21.0t、換算両数は積車5.0、空車2.0であり、台車はTR20、TR24である。
1980年（昭和55年）11月20日に最後まで在籍した1両（タキ128）が廃車となり、同時に形式消滅となった。

### 年度別製造数
各年度による製造会社と両数、所有者は次のとおりである。（所有者は落成時の社名）
- 昭和4年度 - 15両
  - 日本車輌製造 6両 ライジングサン石油（タキ100 - タキ105）
  - 日本車輌製造 9両 ライジングサン石油（タキ106 - タキ114）
- 昭和6年度 - 8両
  - 浅野造船所 8両 ライジングサン石油（タキ115 - タキ122）
- 昭和17年度 - 5両
  - 新潟鐵工所 5両 新津石油（タキ123 - タキ127）
- 昭和24年度 - 2両
  - 汽車製造 2両 昭和石油（タキ128 - タキ129）

## タサ1900形
タサ1900形は、前述のように1930年（昭和5年）12月2日から1935年（昭和10年）5月15日にかけてタキ100形より改造され、7両（タサ1900 - タサ1902、タサ1906 - タサ1909）が揮発油（ガソリン）専用の24t 積タンク車として落成した。この際何故かタサ1903 - タサ1905は空番であった。
落成時の所有者はライジングサン石油でありその常備駅は、山陽本線の鷹取駅であった。戦中、戦後は石油共販、石油配給統制、石油配給と変遷し1949年（昭和24年）3月3日にシェル石油へ名義変更された。また戦後の一時期は1両（タサ1901）が連合軍専用貨車に指定され、その軍番号は8106であった。
車体色は黒色、寸法関係は全長は12,070mm、全幅は2,600mm、全高は3,640mm、台車中心間距離は7,970mm、実容積は32.8m3、自重は19.4t-20.6t、換算両数は積車4.5、空車2.0であり、台車はアーチバー式のTR20である。
1970年（昭和45年）7月13日に最後まで在籍した4両（タサ1902、タサ1907 - タサ1909）が廃車となり、同時に形式消滅となった。